# Línea 111 (Buenos Aires)
La línea 111 es una línea de colectivos de la Ciudad Autónoma de Buenos Aires. Une el barrio de Puerto Madero con José León Suárez.

## Historia

### Creación
La línea 111 nació en la década del ´40 con el nombre de compañía 25 de Mayo - Blanco López Yebra y Cía. En ese tiempo contaba con 45 coches y realizaba su recorrido desde Villa Concepción, partido de San Martín hasta la Av Santa Fe y Darragueira.
En 1960 realiza la extensión del recorrido hasta la Av. Belgrano y Azopardo (Aduana) elevando su parque móvil a 74 coches. El 26 de febrero de 1970 cambia su nombre por "Los Constituyentes S.A. de Transporte" y realiza un cambio de cabecera a la calle Dorrego y Bermejo donde funcionan sus talleres y terminal. Finalmente en el año 1993 se traslada a su actual cabecera de la calle Italia 7353 (José León Suárez).

## Servicios
Opera las 24 horas del día, los 365 días.

## Recorridos
Los siguientes recorridos son realizados por ambas variantes de la línea.

### Recorrido A - Aduana - Italia y San José (José León Suárez)
- Ida a Bermejo y Dorrego: desde Estados Unidos y Azopardo Por Azopardo, Chile, Avenida Alicia Moreau De Justo,  Moreno, Avenida Paseo Colón, Avenida La Rábida, Avenida Rivadavia, Avenida Presidente Roque Sáenz Peña, Sarmiento, Libertad, Avenida Santa Fe , Calzada Circular De Plaza Italia, Avenida Santa Fe, Fitz Roy, José Antonio Cabrera, Ángel Justiniano Carranza, Avenida Dorrego, Guzmán, Avenida Jorge Newbery, Avenida Corrientes, Avenida Guzmán, Avenida Elcano, Avenida del Campo, Combatientes de Malvinas, Llerena, Avenida de los Constituyentes, Cruce Avenida General Paz, Avenida de los Constituyentes, Italia, Uriburu, Bermejo, Dorrego, Entre Ríos, General Urquiza, Amancio Alcorta, Washington, Italia hasta N° 7353.

- Regreso a Aduana: Desde Italia N° 7353 Por Italia, Washington, Amancio Alcorta, General Urquiza, Entre Ríos, Dorrego, Bermejo, 4 de Febrero, José María Campos, Mendoza, Cuba, 4 de Febrero, Sáenz Peña, Montes de Oca, Santa Marta, Estrada, Avenida de los Constituyentes, Cruce Avenida General Paz, Avenida de los Constituyentes, Campillo, Combatientes de Malvinas, Avenida del Campo, Avenida Elcano, Avenida Guzmán, Avenida Corrientes, Avenida Dorrego, Bonpland,Charcas, Humboldt Avenida Santa Fe, Avenida Coronel Díaz, Paraguay, Sánchez De Bustamante, Paraguay, Gallo, Paraguay, Talcahuano, Avenida Corrientes, Avenida Presidente Roque Sáenz Peña, Bolívar, Hipólito Yrigoyen, Avenida Paseo Colon, Venezuela, Azopardo, Avenida Belgrano, Avenida Alicia Moreau De Justo, Estados Unidos hasta Azopardo.

### Recorrido B -Estación Federico Lacroze(Chacarita) - Italia y San José (José León Suárez)
- Ida a Bermejo y Dorrego: Desde Centro de Trasbordo Federico Lacroze, Avenida Guzmán, Avenida Elcano, Avenida del Campo, Combatientes de Malvinas, Llerena, Avenida de los Constituyentes, Cruce Avenida General Paz, Avenida de los Constituyentes, Italia, Uriburu, Bermejo, Dorrego, Entre Ríos, General Urquiza, Amancio Alcorta, Washington, Italia hasta N° 7353.

- Regreso a Chacarita: Desde Italia N° 7353 Por Italia, Washington, Amancio Alcorta, General Urquiza, Entre Ríos, Dorrego, Bermejo, 4 de Febrero, José María Campos, Mendoza, Cuba, 4 de Febrero, Sáenz Peña, Montes de Oca, Santa Marta, Estrada, Avenida de los Constituyentes, Cruce Avenida General Paz, Avenida de los Constituyentes, Campillo, Combatientes de Malvinas, Avenida del Campo, Avenida Elcano, Avenida Guzmán hasta Centro de Trasbordo Federico Lacroze.

### Recorrido C - Aduana - Avenida de los Constituyentes Y Avenida General Paz (Capital Federal) - (Fraccionamiento dentro del Horario AM)
- Ida a Avenida de los Constituyentes y Avenida General Paz: Desde Estados Unidos y Azopardo Por Azopardo, Chile, Avenida Alicia Moreau De Justo,  Moreno, Avenida Paseo Colon, Avenida La Rábida, Avenida Rivadavia, Avenida Presidente Roque Sáenz Peña, Sarmiento, Libertad, Avenida Santa Fe, Calzada Circular De Plaza Italia, Avenida Santa Fe, Fitz Roy, José Antonio Cabrera, Ángel Justiniano Carranza, Avenida Dorrego, Guzmán, Avenida Jorge Newbery, Avenida Corrientes, Avenida Guzmán, Avenida Elcano, Avenida del Campo, Combatientes de Malvinas, Llerena, Avenida de los Constituyentes hasta Avenida General Paz.

- Regreso a Aduana: Desde Avenida de los Constituyentes y Avenida General Paz por Avenida de los Constituyentes, Campillo, Combatientes de Malvinas, Avenida del Campo, Avenida Elcano, Avenida Guzmán, Avenida Corrientes, Avenida Dorrego, Bonpland, Charcas, Humboldt Avenida Santa Fe, Avenida Coronel Díaz, Paraguay, Sánchez De Bustamante, Paraguay, Gallo, Paraguay, Talcahuano, Avenida Corrientes, Avenida Presidente Roque Sáenz Peña, Bolívar, Hipólito Yrigoyen, Avenida Paseo Colon, Venezuela, Azopardo Avenida Belgrano, Avenida Alicia Moreau De Justo, Estados Unidos hasta Azopardo.

### Aduana - Italia Y San José (José León Suárez) (Por Villa Concepción)
- Ida a Italia Y San José: Desde Estados Unidos Y Azopardo Por Azopardo, Chile, Avenida Alicia Moreau De Justo, Moreno, Avenida Paseo Colón, Avenida De La Rábida, Avenida Rivadavia, Avenida Presidente Roque Sáenz Peña, Sarmiento, Libertad, Avenida Santa Fe , Calzada Circular De Plaza Italia, Avenida Santa Fe, Fitz Roy, José Antonio Cabrera, Ángel Justiniano Carranza, Avenida Dorrego, Guzmán, Avenida Jorge Newbery, Avenida Corrientes, Avenida Guzmán, Avenida Elcano, Avenida del Campo, Combatientes de Malvinas, Llerena, Avenida de los Constituyentes, Cruce Avenida General Paz, Avenida de los Constituyentes, Presidente Doctor Arturo U. Illia, Gutiérrez, Sáenz Peña, 4 de Febrero, Cuba, Mendoza, José María Campos, 4 de Febrero, Bermejo, Dorrego, Entre Ríos, General Urquiza, Amancio Alcorta, Washington, Italia hasta N° 7353.

- Regreso a Aduana: Desde Italia N° 7353 Por Italia, Washington, Amancio Alcorta, General Urquiza, Entre Ríos, Dorrego, Bermejo, 4 de Febrero, José María Campos, Mendoza, Cuba, 4 de Febrero, Sáenz Peña, Montes de Oca, Santa Marta, Estrada, Avenida de los Constituyentes, Cruce Avenida General Paz, Avenida de los Constituyentes, Campillo, Combatientes de Malvinas, Avenida del Campo, Avenida Elcano, Avenida Guzmán, Avenida Corrientes, Avenida Dorrego, Bonpland, Charcas, Humboldt Avenida Santa Fe, Avenida Coronel Díaz, Paraguay, Sánchez De Bustamante, Paraguay, Gallo, Paraguay, Talcahuano, Avenida Corrientes, Avenida Presidente Roque Sáenz Peña, Bolívar, Hipólito Yrigoyen, Avenida Paseo Colón, Venezuela, Azopardo, Avenida Belgrano, Avenida Alicia Moreau De Justo, Estados Unidos hasta Avenida Paseo Colón.

### Aduana - Italia y San José (José León Suárez) (Por Villa Concepción Y Paraguay)
- Ida a Bermejo Y Dorrego: Desde Estados Unidos Y Azopardo Por Azopardo, Chile, Avenida Alicia Moreau De Justo,  Moreno, Avenida Paseo Colón, Avenida La Rábida, Avenida Rivadavia, Avenida Presidente Roque Sáenz Peña, Sarmiento, Libertad, Avenida Santa Fe , Calzada Circular De Plaza Italia, Avenida Santa Fe, Fitz Roy, José Antonio Cabrera, Ángel Justiniano Carranza, Avenida Dorrego, Guzmán, Avenida Jorge Newbery, Avenida Corrientes, Avenida Guzmán, Avenida Elcano, Avenida del Campo, Combatientes de Malvinas, Llerena, Avenida de los Constituyentes, Cruce Avenida General Paz, Avenida de los Constituyentes, Presidente Doctor Arturo U. Illia, Gutiérrez, Sáenz Peña, 4 de Febrero, Cuba, Mendoza, José María Campos, 4 de Febrero, Bermejo, Dorrego, Entre Ríos, General Urquiza, Amancio Alcorta, Washington, Italia hasta N° 7353.

- Regreso a Aduana: Desde Italia N° 7353 Por Italia, Washington, Amancio Alcorta, General Urquiza, Entre Ríos, Dorrego, Bermejo, 4 de Febrero, José María Campos, Mendoza, Cuba, 4 de Febrero, Sáenz Peña, Montes de Oca, Santa Marta, Estrada, Avenida de los Constituyentes, Cruce Avenida General Paz, Avenida de los Constituyentes, Campillo, Combatientes de Malvinas, Avenida del Campo, Avenida Elcano, Avenida Guzmán, Avenida Corrientes, Avenida Dorrego, Bonpland, Charcas, Humboldt Avenida Santa Fe, Fray Justo Santa María De Oro, Paraguay, Sánchez De Bustamante, Paraguay, Gallo, Paraguay, Talcahuano, Avenida Corrientes, Avenida Presidente Roque Sáenz Peña, Bolívar, Hipólito Yrigoyen, Avenida Paseo Colon, Venezuela, Azopardo, Avenida Belgrano, Avenida Alicia Moreau De Justo, Estados Unidos hasta Azopardo.

### Aduana - Av. de los Constituyentes y Av. General Paz (Capital Federal) (Por Paraguay)
- Ida a Avenida de los Constituyentes y Avenida General Paz: Desde Estados Unidos y Azopardo Por Azopardo, Chile, Avenida Alicia Moreau De Justo, Moreno, Avenida Paseo Colon, Avenida La Rábida, Avenida Rivadavia, Avenida Presidente Roque Sáenz Peña,, Sarmiento, Libertad, Avenida Santa Fe , Calzada Circular De Plaza Italia, Avenida Santa Fe, Fitz Roy, José Antonio Cabrera, Ángel Justiniano Carranza, Avenida Dorrego, Guzmán, Avenida Jorge Newbery, Avenida Corrientes, Avenida Guzmán, Avenida Elcano, Avenida del Campo, Combatientes de Malvinas, Llerena, Avenida de los Constituyentes hasta Avenida General Paz.

- Regreso a Aduana: Desde Avenida de los Constituyentes y Avenida General Paz por Avenida de los Constituyentes, Campillo, Combatientes de Malvinas, Avenida del Campo, Avenida Elcano, Avenida Guzmán, Avenida Corrientes, Avenida Dorrego, Bonpland, Charcas, Humboldt, Avenida Santa Fe, Fray Justo Santa María De Oro, Paraguay, Sánchez De Bustamante, Paraguay, Gallo, Paraguay, Talcahuano, Avenida Corrientes, Avenida Presidente Roque Sáenz Peña, Bolívar, Hipólito Yrigoyen, Avenida Paseo Colon, Venezuela, Azopardo Avenida Belgrano, Avenida Alicia Moreau De Justo, Estados Unidos hasta Azopardo.

## Lugares de interés
La línea 111 recorre algunos lugares famosos, históricos y de interés, como los siguientes: Plaza de Mayo, Plaza Italia, La Rural, Puerto Madero, Hospital Alemán, Hospital de Clínicas, Hospital Tornú, Hospital Gutiérrez, Hospital Naval, Hospital Santa Lucia, Hospital Zonal M. Belgrano, Facultad de Agronomía UBA, Facultad de Ciencias Económicas UBA, Facultad de Ciencias Veterinarias UBA, Facultad de Farmacia y Bioquímica UBA, Facultad de Ingeniería de la UBA, Facultad de Medicina de la UBA, Facultad de Odontología UBA, Universidad Católica Argentina, ITBA, Facultad de Administración y de Ciencias Económicas USAL, Facultad de Ciencia y Tecnología de la USAL, Facultad de Medicina de la USAL, Planetario, Alto Palermo, Estadio de Comunicaciones,  Estadio de Chacarita Jrs., Estadio de Atlanta, Estadio de Colegiales, Teatro Astros, Centro Cultural Borges, Teatro Gran Rex, La Trastienda, Teatro Maipo, Teatro Opera Citi, Teatro Regina, Teatro Nacional Cervantes, Teatro Coliseo, Velma Café, Niceto Club, Estadio Cubierto Malvinas Argentinas, Tecnópolis, Clínica Suizo Argentina, Instituto de Parasitología, Policlínico del Docente, Policlínico General Actis, Sanatorio Otamendi, Hospital Belgrano, Jardín Botánico y Obelisco, entre otros tantos.

## Siniestros y paros
- Junio de 2017: paro por intento de robo a pasajeros y disparos.[1]
- Febrero de 2019: Paro por robo y disparos a un chofer en la localidad de San Martín.[2]
- Octubre de 2019: paró en la línea 111 (entre otras) tras el ataque a un chófer en un intento de robo.[3]